# Erik Bergqvist
Erik Gustaf Bergqvist (Estocolm, 20 de juny de 1891 – Estocolm, 17 de febrer de 1954) va ser un waterpolista i nedador suec que va competir durant el primer quart del segle xx.
En el seu palmarès destaquen dues medalles als Jocs Olímpics, sempre com a waterpolista. El 1912 a Estocolm guanyà la medalla de plata, mentre a Anvers, el 1920, guanyà la de bronze.
El 1912 també va disputar la prova dels 100 metres lliures del programa de natació, en què fou eliminat en sèries.
Bergqvist també va destacar en el futbol, on va guanyar un títol nacional amb l'AIK.